# Negentropia
Negentropia (negatywna entropia, ujemna entropia, ekstropia) – w teorii systemów i cybernetyce – miara stopnia organizacji. Stanowi różnicę pomiędzy maksymalną możliwą wartością entropii – odpowiadającą całkowitej dezorganizacji systemu, a jej aktualną wartością. Przy dezorganizacji systemu negentropia maleje, podczas gdy entropia wzrasta i – na odwrót – wzrostowi organizacji odpowiada zawsze wzrost negentropii.
Za pomocą pojęcia negentropii próbowano wyjaśnić funkcjonowanie organizmów żywych, miało ono opisywać zjawisko „eksportowania” entropii na zewnątrz przez żywe organizmy i złożone urządzenia techniczne (systemy), w celu utrzymania niskiego poziomu własnej, wewnętrznej entropii.
W 1943 roku, Erwin Schrödinger użył pojęcia ujemnej entropii w popularnonaukowej książce pt. What is life? (Czym jest życie?), aby zjawisko to zilustrować w bardziej „pozytywny” sposób: organizm (system) importuje z zewnątrz negatywną entropię i składuje ją wewnątrz. Jednakże w tym ujęciu, jest to tylko alternatywny sposób opisu zjawiska mogącego być opisanym przy użyciu znanych wielkości – entropii i energii swobodnej.
Léon Brillouin zastąpił termin: negatywna entropia pojedynczym słowem: negentropia.
W 1974, Albert Szent-Györgyi zaproponował zastąpienie terminu negentropia słowem syntropia. Słowo to wprowadził prawdopodobnie w latach 40. XX wieku włoski matematyk Luigi Fantappiè, przy próbach stworzenia zunifikowanej teorii dla jedności biologii i fizyki, bez większego jednak powodzenia. Buckminster Fuller również starał się popularyzować termin syntropii, niemniej negentropia jest nadal najczęściej używanym określeniem.
Obecnie termin ten jest stosowany głównie w teorii informacji i transhumanizmie (gdzie preferuje się synonim ekstropia). W ekstropianizmie ciągły wzrost ekstropii jest najwyższą wartością.

## Negentropia w teorii informacji i statystyce
W teorii informacji i statystyce, negentropia jest miarą odległości rozkładu zmiennej, np. wartości cechy lub sygnału od rozkładu normalnego (Gaussa), jedną z miar koncentracji rozkładu. Podstawą porównania jest rozkład normalny, ponieważ zmienna o zadanej średniej i wariancji charakteryzuje się największą entropią właśnie dla rozkładu normalnego. Negentropia jest zawsze nieujemna, niezmienna względem dowolnego liniowego przekształcenia współrzędnych i równa zeru tylko, gdy zmienna ma rozkład normalny.
Negentropia jest definiowana jako:
{\displaystyle J(p_{x})=S(\phi _{x})-S(p_{x}),}
gdzie {\displaystyle S(\phi _{x})} jest entropią różnicową rozkładu Gaussa o takiej samej średniej i wariancji jak rozkładu {\displaystyle p_{x},} a {\displaystyle S(p_{x})} jest entropią różnicową tego rozkładu. Entropia różnicowa zdefiniowana jest wzorem:
{\displaystyle S(p_{x})=-\int p_{x}(u)\log p_{x}(u)du.}
Negentropię stosuje się także w przetwarzaniu sygnałów, do analizy składowych niezależnych.

## Czym jest negentropia Schrödingera
Opis, w publikacji Schrödingera, ujemnej entropii nazwanej później negentropią, spotkał się z wątpliwościami i silnym sprzeciwem wśród fizyków, dlatego w późniejszych wydaniach książki Schrödinger dołączył adnotację, wyjaśniając tę koncepcję następująco:
Powiedzmy na wstępie, że gdybym zwracał się tylko do nich (fizyków), dyskusja skierowana byłaby na problem energii swobodnej. To pojęcie jest częściej używane w tym kontekście. Niemniej ten bardzo naukowo-techniczny termin wydawał się językowo zbyt bliski z terminem energia by pozwolić przeciętnemu czytelnikowi na rozróżnienie tych dwóch rzeczy.
Już to wyjaśnienie Schrödingera wskazuje, że negentropia nie jest entropią wziętą ze znakiem minus, a raczej pojęciem bliskim energii swobodnej. Energia swobodna, to ta część energii pobranej w pokarmie lub zmagazynowanej w organizmie, którą organizm może przetworzyć na pracę nieobjętościową. Organizm funkcjonuje przy stałym ciśnieniu i praktycznie w stałej temperaturze, w takich warunkach energia swobodna jest równa entalpii swobodnej zwanej funkcją Gibbsa.

## Negentropia w termodynamice
Obecnie pojęcie negentropii praktycznie nie jest używane w termodynamice, jak i w teoriach wyjaśniających funkcjonowanie organizmów żywych. Termodynamiczna interpretacja zjawisk zachodzących w organizmach żywych została całkowicie opracowana i wyjaśniona z pomocą występujących w termodynamice pojęć, głównie dzięki fundamentalnym pracom Larsa Onsagera z termodynamiki procesów nieodwracalnych i Ilyi Prigogine’a z teorii procesów nierównowagowych, a szczególnie teorii struktur dyssypatywnych.
Problem pozornego naruszenia drugiej zasady termodynamiki został wytłumaczony. Przykładowo, w opublikowanej w 1982 książce Principles of Biochemistry amerykański biochemik Albert Lehninger argumentuje, że wytwarzaniu porządku w komórkach towarzyszy wzrost nieporządku w otoczeniu, który kompensuje, a nawet przewyższa wzrost porządku w komórkach. Lehninger wyjaśnia: „Organizmy żywe utrzymują swój wewnętrzny porządek przez pobieranie z otoczenia energii swobodnej w formie pożywienia lub światła, a oddają do otoczenia równoważną ilość energii jako ciepło wraz z towarzyszącą mu entropią”.

## Związek negentropii statystycznej z energią swobodną

Willarda Gibbsa 1873 wykres dostępnej energii (entalpii swobodnej), który ukazuje płaszczyznę prostopadłą do osi v (objętości) i przechodzącą przez punkt A, który przedstawia stan początkowy ciała. MN jest sieczną powierzchni energii rozproszonej. Qε i Qη są siecznymi płaszczyzn η = 0 i ε = 0, i dlatego są równoległe odpowiednio do osi ε (energii wewnętrznej) i η (entropii). AD i AE są energią wewnętrzną i entropią ciała w jego stanie początkowym, AB i AC odpowiednio jego dostępną energią (entalpią swobodną) i jego pojemnością dla entropii (ilość entropii, o którą entropia ciała może być zwiększona bez zmiany energii wewnętrznej ciała lub zwiększenia jego objętości).

Istnieje wielkość fizyczna, ściśle związana z energią (entalpią) swobodną, mająca wymiar entropii i izomorficzna do negentropii znanej ze statystyki i teorii informacji. W 1873 Willard Gibbs sporządził wykres ilustrujący pojęcie dostępnej energii, odpowiadające późniejszemu pojęciu entalpii swobodnej. Obok niej, na wykresie pojawia się wielkość nazwana przez Gibbsa pojemnością dla entropii, oznaczająca ilość entropii, o jaką może być zwiększona entropia ciała, bez zmiany energii wewnętrznej ciała, lub zwiększenia jego objętości. Innymi słowy, jest to różnica między maksymalną, dla założonych warunków, możliwą entropią ciała, a jego entropią obecną. Odpowiada to dokładnie przyjętej w statystyce i teorii informacji definicji negentropii. Podobną wielkość wprowadził już w 1869 Massieu dla przemiany izotermicznej (obie wielkości różnią się tylko znakiem), a następnie Planck dla przemiany izotermiczno-izobarycznej. Obecnie potencjały Massieu-Plancka, znane też pod nazwą entropia swobodna, odgrywają ogromną rolę w tzw. entropijnym sformułowaniu mechaniki statystycznej, stosowanym m.in. w biologii molekularnej i termodynamice procesów nierównowagowych.
{\displaystyle J=S_{\max }-S=-\Phi =-k\ln Z,}
gdzie:
{\displaystyle J} – negentropia („pojemność dla entropii” Gibbsa),
{\displaystyle \Phi } – potencjał Massieu (entropia swobodna),
{\displaystyle Z} – suma statystyczna,
{\displaystyle k} – stała Boltzmanna.
Negentropia równa się entropii swobodnej ze znakiem „minus”.

## Związek z „produkcją entropii”
Produkcja entropii w procesie nieodwracalnym nie może być większa od negentropii stanu początkowego układu.

## Negentropia w pseudonauce
Pojęcie negentropii jest powszechnie nadużywane przez pseudonaukowe publikacje i opracowania, w których jest przedstawiana jako zjawisko lub wielkość fizyczna, która jest kluczem do rozwiązania najprzeróżniejszych problemów.

## Negentropia w kulturze
Pojęcie negentropii bywa stosowane w rozważaniach filozoficzno-religijnych: „negentropia przestrzeni Ducha”, a także w sztuce (NEGENTROPIA [MEN] – tytuł performance meeting we wrocławskiej galerii Entropia).